# Karl Pfannkuch
Karl Pfannkuch (* 17. März 1898 in Kassel; † 10. Dezember 1965 in Eppstein) war ein deutscher Journalist und Chefredakteur. 

## Leben
Pfannkuch wurde als Sohn des Kaufmanns August Pfannkuch und dessen Ehefrau Marie Roth geboren. Nach dem Studium und der Promotion zum Dr. phil. an den Universitäten in Marburg und Kiel trat er in Leipzig in den Dienst des bibliographischen Verlages F. A. Brockhaus, wo er später Chefredakteur wurde. 
Nach Kriegsende ging er 1945 zusammen mit Hans Brockhaus nach Wiesbaden und gründete dort unter dem Namen von Eberhard Brockhaus den Verlag neu. Als wissenschaftlicher Leiter des Verlages betreute er die Veröffentlichung der ersten Brockhaus Enzyklopädie nach Ende des Zweiten Weltkriegs.
Er verstarb am 10. Dezember 1965 in Eppstein. 

## Ehrungen
Im Jahr 1955 wurde ihm die Goethe Plakette des Landes Hessen verliehen.